# مجلد
مجلد (به عربی: المجلد) یک منطقهٔ مسکونی در سودان است که در غرب کردفان واقع شده‌است.